# Ligne de Saint-Hilaire-du-Harcouët à Fougères
La ligne de Saint-Hilaire-du-Harcouët à Fougères est une ancienne ligne de chemin de fer française, se trouvant dans les départements  de la Manche en Basse-Normandie et d'Ille-et-Vilaine en Bretagne. Elle reliait Saint-Hilaire-du-Harcouët à Fougères.

## Histoire
La loi du 17 juillet 1879 (dite plan Freycinet) portant classement de 181 lignes de chemin de fer dans le réseau des chemins de fer d’intérêt général retient en n° 47, une ligne de « Fougères à Vire et à un point à déterminer entre Bayeux et Caen ».
La ligne est déclarée d'utilité publique par une loi le 6 août 1881. Elle est concédée à titre définitif par l'État à la Compagnie des chemins de fer de l'Ouest par une convention signée entre le ministre des Travaux publics et la compagnie le 17 juillet 1883. Cette convention est approuvée par une loi le 20 novembre suivant.
Le 8 juillet 1894, la ligne est ouverte entre Saint-Hilaire et Fougères.
Elle permet aussi de rejoindre Vire en empruntant un tronçon de la ligne de Domfront à Pontaubault entre Saint-Hilaire-du-Harcouët et Romagny, puis la ligne de Romagny à Vire.
À la suite de la création de la SNCF, la ligne est fermée au trafic voyageur le 10 octobre 1938.
Le trafic marchandises est arrêté en 1988.

## Caractéristiques
La ligne est aménagée en voie verte de Fougères aux Loges Marchis soit la totalité de son parcours à l'exception des 6 km à son extrémité nord arrivant à Saint-Hilaire-du-Harcouët.

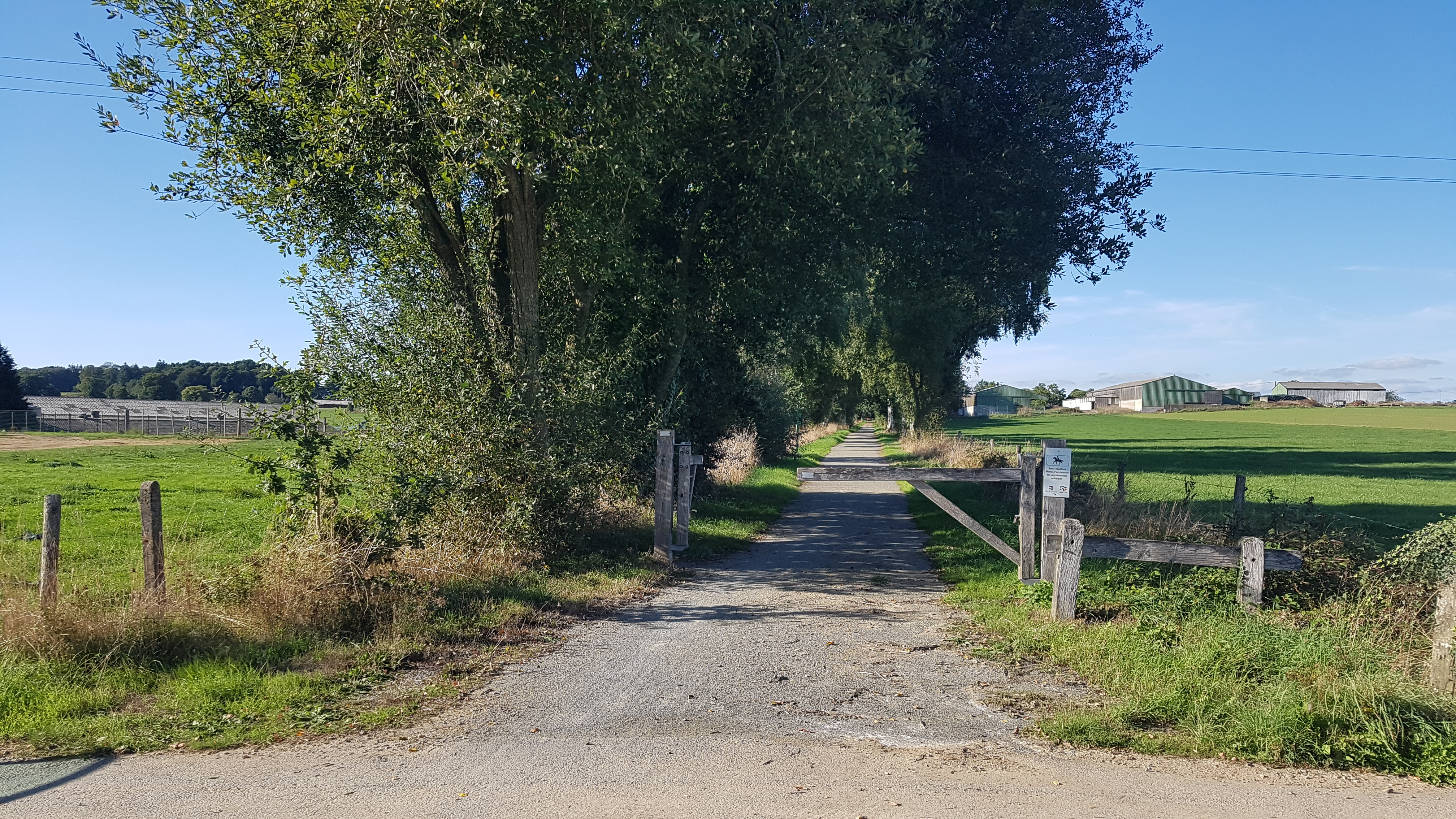
Voie verte au Bas-Ralay (Saint-Germain-en-Cogles).
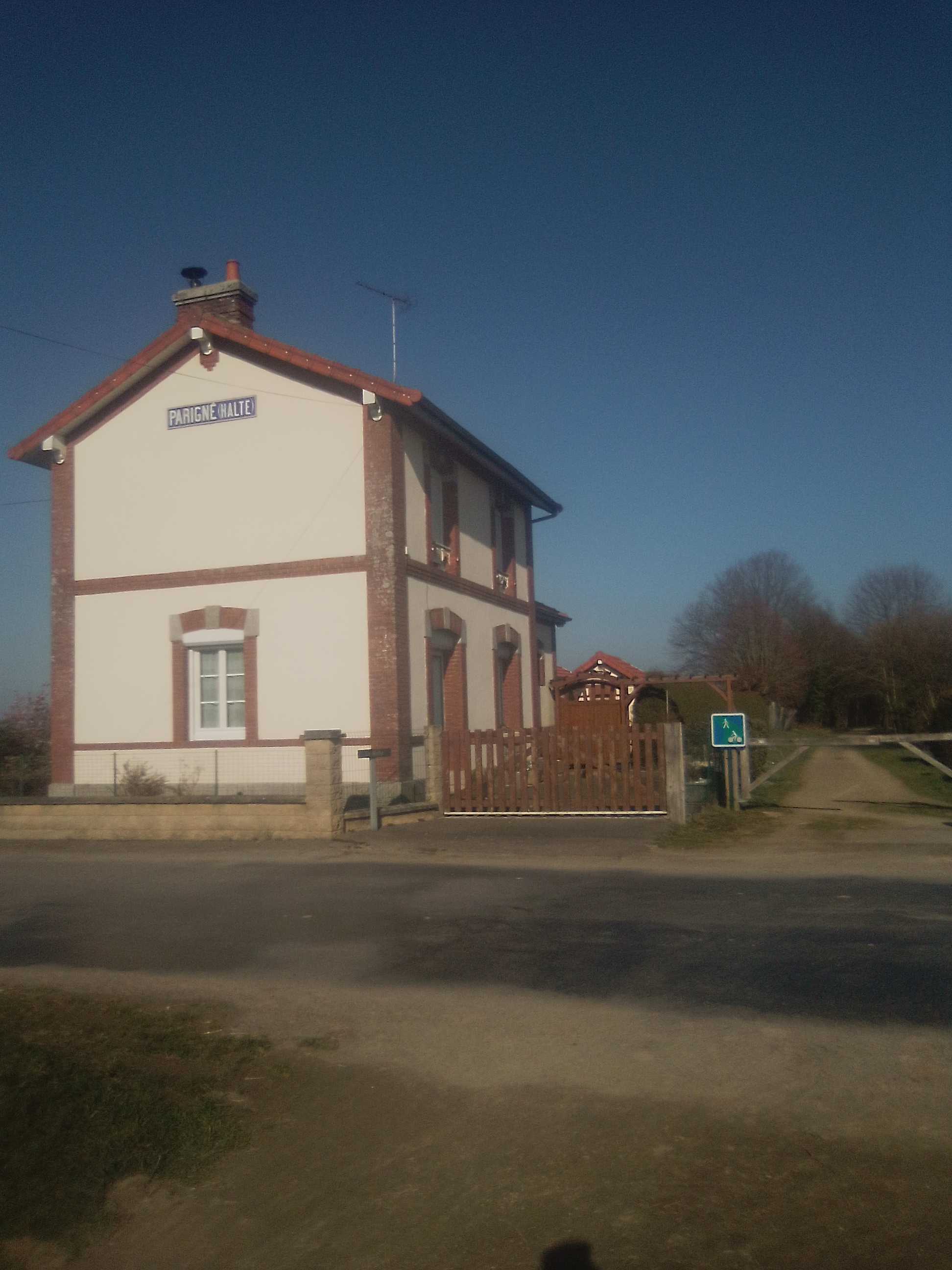
Ancienne halte de Parigné, maison privée.